# بيل فيك
بيل فيك (بالإنجليزية: Bill Fick)‏ هو فنان أمريكي، ولد في 19 أكتوبر 1963.